# Żgowiet′
Żgowiet′ (ros. Жговеть) – wieś (ros. деревня, trb. dieriewnia) w zachodniej Rosji, w sielsowiecie nikolnikowskim rejonu rylskiego w obwodzie kurskim.

## Geografia
Miejscowość położona nad rzeką Amońka, 3,5 km od centrum administracyjnego sielsowietu nikolnikowskiego (Makiejewo), 12,5 km od centrum administracyjnego rejonu (Rylsk), 114 km od Kurska.

## Demografia
W 2010 r. miejscowość zamieszkiwało 8 osób.